# Diana Karazon
 (janvier 2012).
Si vous disposez d'ouvrages ou d'articles de référence ou si vous connaissez des sites web de qualité traitant du thème abordé ici, merci de compléter l'article en donnant les références utiles à sa vérifiabilité et en les liant à la section « Notes et références ».
Diana Karazon (en arabe : ديانا كرزون), née le 30 octobre 1983 au Koweït, est une chanteuse, présentatrice et actrice jordanienne. Elle est devenue célèbre après avoir remporté la première saison de SuperStar (la version arabe de Nouvelle Star) en 2003.
Diana est actuellement une des chanteuses les plus prolifiques dans la chanson arabe et est également la plus célèbre artiste en Jordanie, ce qui lui a valu d’être récompensée par le roi Abdullah et la reine Rania de Jordanie.

## Enfance et débuts
Née au Koweït, mais élevée à Amman, la capitale de la Jordanie, Diana est d’origine jordanienne et palestinienne. Elle a chanté dès sa tendre enfance, soutenue par son père, lui-même un musicien membre de l’Association Jordanienne des artistes. Elle chanta sa première chanson en public à six ans, chanson dédiée au roi Hussein, intitulée Ya Ayyuha al Meleko (Oh votre Majesté le Roi). Elle a également participé à plusieurs compétitions en Jordanie et ailleurs. Elle a remporté un concours sur une station radio de MBC et la compétition panarabe SuperStar, version arabe de la Nouvelle Star. Diana était obèse mais a perdu énormément de poids après sa victoire.

## SuperStar
Diana accéda à la consécration en 2003 quand elle fut retenue pour la première saison de SuperStar, diffusée sur la chaine libanaise Future TV. L’émission présente des jeunes talents venant des quatre coins du Maghreb et du Moyen-Orient afin de présenter leurs talents vocaux en interprétant des chansons arabes. À 20 ans, Diana s’illustra en interprétant des chansons de Fairouz, Oum Kalthoum et Warda Al Jazairia. Elle remporta la première place contre la vocaliste syrienne Rouwaida Attieh avec 52 % des votes.
Ses performances lors de l'émission
Top 55: أكذب عليك (Akdib Aleyk) de Warda Al Jazairia

Top 12: 

Top 10: 

Top 8: آه يا ليل (Ah Ya Leel) de Ragheb Alama

Top 7: إبعتلي جواب (Iba'atli Jawab) de Nour Mehana

Top 6: ألف ليلة وليلة (Alf Leela W Leela) by Umm Kulthum

Top 5: دنيا الوله (Dinya Min El Wala) by Abdallah Rowaished

Top 4: أنا في انتظارك (Ana Fi Entazarak) by Umm Kulthum

Top 4: مغرومة (Maghroume) by Najwa Karam

Top 3: أكذب عليك (Akdib Aleyk) by Warda Al Jazairia

Top 3: البوسطه (El Posta) by Fairuz

Top 3: 

Finale: لسا فاكر (Lissa Faker) by Umm Kulthum 

Finale: 

Finale: تعا ننسى (Ta'a Ninsa) by Melhem Barakat

## Carrière musicale
Elle signa avec la grande maison de disques Alam El Phan et sortit son premier album «Diana – SuperStar El Arab » avec comme premier single le hit « Ensani Ma Binsak », interprétée dans le dialecte libanais. Le single fut un gros succès dans le monde arabe et fut diffusé dans les radios. Son album contient des titres dans les dialectes libanais et égyptiens et une chanson en dialecte du golfe (khaliji) intitulée « El Shar Bara wa Baeed ».
En 2004, Diana dut participer à la compétition « World Idol » afin de représenter les pays arabes avec les vainqueurs des autres versions de « Pop Idol » (La Nouvelle Star). Elle fut la seule candidate à chanter dans une autre langue que l’anglais (ici en arabe), ainsi que de présenter une chanson originale, alors que les autres candidats ont tous interprètes des tubes connus. Elle fut classée 9e en ex-aequo avec l'Allemand Alexander Klaws.
En 2005, elle sort son second album, « El Omr Mashi » qui fut un gros succès. L’album contient des chansons égyptiennes et libanaises ainsi que deux chansons khalijis et sa première chanson en arabe jordanien, intitulée « Mahala ». Les singles qui ont été tournes sont « Enta Mashi Bgad » (égyptien), « Hebni Dom » (arabe du golfe), «Lama Teb’a Habibi» et «Wa Badat Aaish » (libanais) ainsi que le titre «El Omri Mashi» (libanais). Elle apparait également dans plusieurs émissions de télévision.
Elle sort également plusieurs singles après ses deux premiers albums ; la chanson libyenne « Klam Al Ain » dans lequel elle expérimente le dialecte maghrébin en duo avec le chanteur Ayman Alhouni, et qui fut un gros succès au Maghreb, le single égyptien « Ah Bemazagi » et le hit khaleeji « Jarh », qui sera inclus dans son troisième album par la suite.
Diana sortit son troisième album, sobrement intitulé « Diana 2010 » (une tradition perpétuée par beaucoup de chanteurs arabes afin de ne pas privilégier une chanson par rapport à une autre), distribué par Mazzika (Alam El Phan) le 19 janvier 2010. Diana a révélé sur sa page Facebook qu’il lui aura pris quatre ans pour être satisfaite du résultat final. L’album contient des chansons libanaises, jordaniennes, égyptiennes, khalijis ainsi qu’une chanson irakienne (« Amir El Sahra »). Les clips issus de l’albums furent « Enta El Gharam » (libanais), « Fi Had Eshtakalak» (égyptien), « Jarh» (khaliji), « Shayef Alay Nafsak » (khaliji), « Wesh El Tary » (khaliji) et  « Momken Ensak» (égyptien).
Le lendemain du lancement de son troisième album, Diana lança également un album consacré à la Jordanie et à la dynastie Hachémite, intitulé « Rassek El Aali ».

## Discographie
Diana - SuperStar el Arab (2003)
1. Ensani Ma Binsak 

2. Hobak Kawini 

3. Omr Law Laila 

4. Habibi Ana 

5. Ma Sheftak Ella Marra 

6. Bi Ezz el Layl 

7. Mahma Alou 

8. Bghar Aleyk 

9. El Shar Bara wa Ba'eed
El Omr Mashi (2005)
1. El Omr Mashi 

2. Meen Bfekrak 

3. Enta Mashi Bgad 

4. Khalina Netmarmar 

5. Hebni Dom 

6. Lama Teb'a Habibi 

7. Mahala 

8. Tes'alni 

9. Wa Bada't Aaish
Diana 2010 (2010)
1. Ad El Koun 

2. Amir El Sahra 

3. Dowkh w Dowekhni 

4. Enta el Gharam 

5. Fi Had Eshtakalak 

6. Jarh 

7. Kheli ya Kheli 

8. Momken Ensak 

9. Shayef Alay Nafsak 

10. Wayak 

11. Wesh El Tary 

12. Ya Kebeer
Rasak Bel Aali (2010)
1. Rasak Bel Aali 

2. Saken El Galb 

3. Ya Mahdebt 

4. Habeit Nasayem 

5. Mawwal Sbl El Hussein 

6. Mawten Abdullah 

7. Malek El Akhlass
Titres hors-albums
Ah Bemazagi (2006) 

Asemt Al Zaman (2007) 

Klam Al Ain (2007) duo with Ayman Alhouni 

Yalla Olha (2008) 

Rissalat Insan (2009) 

Adet Layali (2010) 

Tartelat Al Om Alhazena (2010) 

Halla Ya Ordoniyeh (2010) 

Kazzeb Aliyeh (2011)

### Clips videos
| Year | Titre                | Album                     | Realisateur |
| ---- | -------------------- | ------------------------- | ----------- |
| 2003 | "Ensani Ma Binsak"   | Diana - SuperStar El Arab | -           |
| 2005 | "El Omr Mashi"       | El Omr Mashi              | -           |
| 2005 | "Lama Teb'a Habibi"  | El Omr Mashi              | -           |
| 2006 | "Ah Bemezagi"        | -                         | -           |
| 2007 | " Wa Bada't Aaish "  | El Omr Mashi              | -           |
| 2007 | " Hebni Dom"         | El Omr Mashi              | -           |
| 2007 | "Enta Mashi Bgdad"   | El Omr Mashi              | -           |
| 2007 | "Klam El Ain"        | -                         | -           |
| 2009 | "Jarh"               | Diana 2010                | -           |
| 2009 | "Momken Ensak"       | Diana 2010                | -           |
| 2009 | "Shayef Alay Nafsak" | Diana 2010                | -           |
| 2010 | "Enta El Gharam"     | Diana 2010                | -           |
| 2010 | "Fe Had Eshtakalak"  | Diana 2010                | -           |
| 2010 | "Wesh El Tary"       | Diana 2010                | -           |
| 2011 | "Kazzeb Aleyeh"      | -                         |             |

## Vie privée
Diana a un grand frère et deux sœurs jumelles, les jumelles étant des mannequins. Elle est une grande fan de George Wassouf et de Oum Kalthoum et elle passait son enfance à chanter ses chansons. Elle fut surprise de recevoir un appel de l’ambassade américaine à Amman lui demandant si elle avait le temps de rencontrer Condoleeza Rice à l’aéroport Queen Alia. Cette dernière avoua qu’elle avait adorée Diana Karazon lors de son passage dans la compétition « World Idol » et qu’elle avait votée pour elle.
Diana fut brièvement fiancée à un photographe égyptien, Khaled Fidah, mais ils rompirent en 2008. Durant leur relation, Diana lui avait dédié sa chanson « Inta Omri » (Tu es ma vie).